# Вишеслав
Вишеслав (према другом читању Војислав; грч. Βοϊσέσθλαβος) био је први по имену познати српски кнез, који је крајем 8. века владао у тадашњој Кнежевини Србији. Помиње се само у историографском делу "О управљању царством" (лат. De Administrando Imperio; DAI), које је средином 10. века написао византијски цар Константин VII Порфирогенит (944-959). Према истом извору, Вишеслав је потицао из лозе неименованог српског кнеза који је за време владавне цара Ираклија (610-641) довео свој народ у Далмацију и околне области. Као први поименично познати српски владар, Вишеслав би био епоним српске владарске династије Вишеславића, која је у историографији познатија као династија Властимировића, по потоњем кнезу Властимиру, праунуку Вишеслава. Кнеза Вишеслава је наследио син Радослав, а династија је владала Кнежевином Србијом од краја 8. века до друге половине 10. века.

## Име
Иако су историчари 19. века су били подељени између употребе имена Вишеслав и Војислав, данас је у српској историографији питање имена овог кнеза углавном решено, будући да је показано да грчко οϊ у транскрипцији код Порфирогенита представља словенски глас ы, који је у српском постао и. Име Вишеслав је дитематско (од две лексеме), изведено од словенске речи више („велики, већи“) и суфикса -слав („слава, победа“), што отприлике значи „већа слава“.

## Позадина
Историја раносредњовековне српске кнежевине и династије Властимировића забележена је у делу De Administrando Imperio („О управљању царством“, DAI), који је саставио византијски цар Константин VII Порфирогенит (в.  913–959). DAI је информације о Србима црпио, између осталих, из српског извора. У делу се помиње први српски владар, који је без имена, али конвенционално познат као „Непознати архонт“, који је водио Србе са севера на Балкан. Добио је заштиту од цара Ираклија (р. 610–641), а за њега се говорило да је умро много пре бугарске инвазије 680. Словени су напали и населили Балкан у 6. и 7. веку. Срби су стигли као мала војна елита која је успела да организује и асимилује друге већ насељене и бројније Словене. Порфирогенит је истакао да су Срби одувек били под царском влашћу. Његов извештај о првој христијанизацији Срба може се датирати у 632–638; ово је можда Порфирогенит измислио, или се заиста догодио, обухватајући ограничену групу поглавица и потом веома лоше прихваћен од ширих слојева племена.

Према DAI, „крштена Србија“, погрешно позната у историографији као Рашка (лат. Rascia), обухвата „насељене градове“ (kastra oikoumena): Достиник (Дрсник), Међуречје, Дреснеик, Лесник и Салинес (Тузла) док је „мала земља“ (хорион) Босне, у саставу Србије, имали су градове Катера и Десник. Одређене групе су могуће прешле Динариде и стигле до обале Јадрана. Сви су они били смештени уз Јадран и делили су северне границе (у залеђу) са крштеном Србијом. Тачне границе ране српске државе су нејасне. Српски владар је титулисан „архонт Србије“. DAI помиње да српски престо наслеђује син, односно прворођенац; наследили су га његови потомци, иако су њихова имена непозната до доласка Вишеслава.
... пошто је умро онај архонт Србин који је пребегао цару Ираклију, по наследству завлада његов син а потом унук и тако редом архонти из његовог рода. После извесног броја година роди се од њих Вишеслав (Βοισέσθλαβος) и од њега Радослав (Ροδόσθλαβος) и од њега Просигој (Προσηγόης) и од њега Властимир (Βλαστίμηρος)...
Раније су историчари (почевши од Павла Шафарика) мислили да је владао у другој половини 8. века. Данас је јасно да је замисливо да је Вишеслав владао било када од средине 8. века или у првој половини 9. века. Није потпуно јасно ни коју је титулу тај владар имао. Константин VII Порфирогенит је поред имена за прве српске владаре записао да су имали звање архонта. Данас се обично претпоставља да су имали звање кнеза, али неки Вишеслава замишљају као великог жупана.

## Порекло и породица
Према Порфирогениту, византијском цару и писцу, архонт Вишеслав је био потомак српског владара у чије су се време у доба цара Ираклија (610 — 641) Срби населили на Балканско полуострво. Порфирогенит није знао да наведе све владара пре њега, осим тројице непосредних владара - Властимира, Радослава и Просигоја. Сви ови владари су били рођаци. Вишеслав је био отац Радослава, деда Просигоја и прадеда Властимира. На тај начин је у краткој генеалогији утврдио једну важну информацију о устављеном обичају наслеђивања власти код Срба у оквиру једне владарске породице.

### Процес наслеђивања
Причајући о првом наследнику српског архонта који је довео Србе у делове Далмације, Порфирогенит доноси вест да га је наследио најстарији син, управо тако је и овог наследио његов син. Иако Порфирогенит само каже да га је наследио син, без придева најстарији, овај закључак се може извести из доцнијег писања Порфирогенита српских владара из 9. века, где се као наследник Властимира помиње Мутимир, а као наследника Мутимира Прибислав (Првослав). Будући да је Порфирогенит пренео податак о српској традицији, онда је веома извесно да је наслеђивање власти са оца на најстаријег сина до цара је стигло српским извором. Другим речима, у самој средини 10. века када је Порфирогенит писао његово дело и прикупљао изворе о Србима, постојало је не само устаљено мишљење да престо наслеђује најстарији син владара, већ се управо и на тај начин вршило наслеђивање престола.
Два века млађи писац Поп Дукљанин на исти начин описује поступак наслеђа код Срба, иако су личности историјски непотврђени и легендарни - Свевлад, Селимир, Владин, Ратимир („Svevladus, Selimirus, Vladinus, Ratimirum""”). Исто као што је писао Порфирогенит исто и Дукљанин да је престо наслеђивао најстарији син. - cui successit filius eius Selimirus in regno...,accepit regnum filius eius Vladinus...mortuus est Vladinus et regnavit pro eo Ratimirus, filius eius.

## Историја

### Претходници
Живковић мисли да су Селимир и Непознати кнез исте личности. Селимир је по Попу Дукљанину владао 21 годину, што према Живковићу вероватно значи да је почео да влада око 630 — 634. године, а престао да влада око 651 — 655. године. Наследио га је Владин и у његово доба се десила сеоба Бугара 680. године што се поклапа са историјским изворима. Затим је власт преузео Владинов син Ратимир. Порфирогенит пише да је кнеза који је пребегао Ираклију наследио његов син па потом његов унук, што се уклапа са Дуљанином. Ратимира су наследили његова четири сина која су прогањали Хришћане. Прогони су потрајали све до владара Светозара, који их је обуставио.
Није могуће утврдити да ли су ово владари Травуније, Дукље, Србије или неког другог српског племена или су можда потпуно легендарне личности. Такође како ни сам Дукљанин не зна имена четири владара из рода Ратимира, вероватно је то само народно предање како су Словени били Пагани и да су ратовали против Хришћана. Живковић мисли да ова четири владара могу да владају у првим деценијама 8. века, а можда и почетком 9. века, што је мање вероватно.

### Положај државе
Срби су посели унутрашњост полуострва, пре свега, област у сливу Пиве, Таре, Лима и горњег тока Дрине. Не само да је Србија била тешко приступачна, већ је била удаљена од многих саобраћајница које су из правца северу текле јужном долином Мораве и нису се у близини налазили значајни градови Византије. Око 200 km се налазиле Сардика, а Сингидунум исто толико удаљен. Могло би се рећи да је Сингидунум сеобом Срба био напуштен, док је Сардика пала око 809. године. Када је Франачка победила Аваре, Србија и Византија нису имале заједничког непријатеља, што је довело у питање верности.
Већ од средине 7. века не постоји никакав податак да су Срби признавали врховну власт Византије. Самовољна привреда, очигледно лабава власт старешина и разуђеност самог племена на кланове (Захумљани, Травуњани, Конављани, Неретљани и Дукљани) - где је врховна власт архонта или жупана била очигледно прилично слаба, недостатак новчане привреде, све је то утицало на српске земље у дужем раздобљу. Ништа тачније не описује ову пасивност Срба до речи Порфирогенита да су Срби све до Властимира живели у миру са Бугарима и да су били потчињени царем. У Србији у 7. и 8. веку влада потпуни тајац.

### Владавина
Први по имену познати српски кнез Вишеслав почео је да влада око 780. године, и био је савременик Карла Великог (768—814), Вишеслав се негде сматра врховним жупаном Србије, а негде и кнезом (архонтом). Према америчком историчару Џону Фајну, Вишеслав је увек помагао Византији у биткама. Према В. Ћоровићу, Срби су у почетку живели повучени у клисурама, у својој племенској заједници. Данашња централна Србија је била стратешка провинција, византијски владари су правили куле да би се одбранили од Варвара. Бројни Словени су се у то доба мешали и држава је била подељена владаревом браћом. Према Борислав Б. Радојковићу (1958), Вишеслав је имао највећу власт у држави и био је велики војсковођа, и према њему, српска држава је добила независност тек након 150 година када су се Срби населили. Закључци Радојковића су оспорени од стране Симе Ћирковића.
Србија је била у савезу са Византијом, такође су у то време имали мир са Бугарима, са њиховим суседима који су делили заједничку границу. Бугари су 773. године покушали да препрече границе између Србије и Византије. То је уследило у бици код Берзита, у којој су се суочили ромејска и бугарска војска. Уследила је византијска победа - Византинци су припојили територије племена Смољана и Драгувита. 783. године, Словени су започели устанак од Македоније до Пелопонеза. У Панонији, Карло Велики је напао Аваре, док је Далмација у то време је имала добре односе са Византијом.

#### Рат са Франачком
Према Ђорђу Јанковићу, пошто се Карло Велики 800. године крунисао за цара, кренуо је походе на Далмацију. Зато је почео рат 802. године против Византије и Србије. Миром закљученим у Ахену 812. године између Франачке и Византије, Византији је враћена приморска Далмација без Истре, а Србија је проширила своје границе до Динаре и Поуња.

## Наслеђе
Вишеслава је наследио његов син Радослав, а потом унук Просигој, а један од њих двојице је највероватније владао за време буне Људевита из Доње Паноније против Франака (819–822). Према Ајнхардовим Краљевским франачким аналима, Људевит је 822. године из свог седишта у Сиску пребегао међу Србе, при чему Ајнхард напомиње да се за Србе каже да контролишу велики део Далмације (ad Sorabos, quae natio magnam Dalmatiae partem obtinere dicitur). У савременој Vita Hludovici тај опис Срба је изостављен. Према америчком историчару Џону ван Антверп Фајну, било је тешко наћи Србе на овим просторима јер су византијски извори били ограничени на јужну обалу и не наводе да су се Срби овде населили, али је могуће да је међу другим племенима постојало племе или група малих племена Срба. Помињање „Далмације“ 822. и 833. године као старог географског појма од стране аутора Франачких анала било је Pars pro toto са нејасном перцепцијом на шта се овај географски појам заправо односи.
Вишеславов праунук Властимир започео је своју власт априла 830. године; он је најстарији српски владар који је приказан на фресци. Између 839. и 842. године вођен је трогодишњи рат између Србије и бугарског владара Пресијана, који се завршио српском победом, и враћањем Македоније и источне Србије Србима. Дуговечност династије показује стабилност и просперитет монарха и државе, упркос ривалству са Бугарском и Римом за контролу над Балканом. Имена српских владара преко Стефана Мутимировића (р. 851–891) су по староилирској традицији краљевска. Крсно име Стефан указује на снажну хришћанску везу. Четири именована наследна српска владара не помињу се у Летопису попа Дукљанина (ЛПД), извору који се датира око 1300–10 и историчари га сматрају непоузданим у погледу раног средњег века. Уместо тога, ЛПД помиње неколико историјски потврђених владара, Свевлада, Селимира, Владина и Ратимира, иако одржава традицију патрилинеарног наслеђивања. Историчар Панта Срећковић (1834–1903) сматрао је да хришћански аутор ЛПД-а није желео да наведе имена ових владара због тога што су хришћани, који су такође можда имали репутацију да побеђују, убијају и растурају пагане.
Илустрација Вишеслава налази се у делу Косте Мандровића из 1885. године. Улица у београдском насељу Чукарица зове се Улица кнеза Вишеслава.

## Извори и литература
Извори
- Moravcsik, Gyula, ур. (1967) [1949]. Constantine Porphyrogenitus: De Administrando Imperio (2. изд.). Washington: Dumbarton Oaks Center for Byzantine Studies.
- Pertz, Georg Heinrich, ур. (1845). Einhardi Annales. Hanover.
- Scholz, Bernhard Walter, ур. (1970). Carolingian Chronicles: Royal Frankish Annals and Nithard's Histories. University of Michigan Press.
- Ферјанчић, Божидар (1959). „Константин VII Порфирогенит”. Византиски извори за историју народа Југославије. 2. Београд: Византолошки институт. стр. 1—98.

Литература
- Благојевић, Милош; Медаковић, Дејан (2000). Историја српске државности. 1. Нови Сад: Огранак САНУ.
- Бубало, Ђорђе (2008). „Властимировићи”. Енциклопедија српског народа. Београд: Завод за уџбенике. стр. 187—189.
- Budak, Neven (2018). Hrvatska povijest od 550. do 1100. [Croatian history from 550 until 1100]. Leykam international. ISBN 978-953-340-061-7. Архивирано из оригинала 03. 10. 2022. г. Приступљено 10. 07. 2024.
- Живковић, Тибор (2002). Јужни Словени под византијском влашћу (600—1025). Београд: Историјски институт; Службени гласник.
- Живковић, Тибор (2006). Портрети српских владара (IX-XII век). Београд: Завод за уџбенике и наставна средства.
- Živković, Tibor (2008). Forging unity: The South Slavs between East and West 550-1150. Belgrade: The Institute of History.
- Živković, Tibor (2011). „The Origin of the Royal Frankish Annalist's Information about the Serbs in Dalmatia”. Homage to Academician Sima Ćirković. Belgrade: The Institute for History. стр. 381—398.
- Живковић, Тибор (2009). Gesta Regum Sclavorum. 2. Београд-Никшић: Историјски институт; Манастир Острог.
- Живковић, Тибор (2013). De conversione Croatorum et Serborum: Изгубљени извор Константина Порфирогенита. Београд: Завод за уџбенике.
- Коматина, Предраг (2014). „Идентитет Дукљана према De administrando imperio”. Зборник радова Византолошког института. 51: 33—46.
- Коматина, Предраг (2021). Константин Порфирогенит и рана историја Јужних Словена (PDF). Београд: Византолошки институт. Архивирано из оригинала 23. 06. 2024. г. Приступљено 21. 07. 2025.
- Коматина, Предраг (2022). „О натпису на крстионици из времена кнеза Вишеслава: Нека епиграфска истраживања” (PDF). Зборник радова Византолошког института. 59: 7—25. Архивирано из оригинала 30. 01. 2023. г. Приступљено 21. 07. 2025.
- Mandrović, Kosta (1885). Ilustrovana istorija srpskog naroda od najstarijih vremena do proglašenja nove kraljevine. Wien: Kosta Mandrović. стр. 24.
- Новаковић, Реља (1981). Где се налазила Србија од VII до XII века (историјско-географско разматрање): Проблеми и знања. Београд: Историјски институт.
- Радојковић, Борислав М. (1959). „Разматрања о деоном владању и деоним кнежевинама”. Историски часопис. 8 (1958): 1—25.
- Самарџић, Radovan; Душков, Milan (1993). Serbs in European civilization. Nova. стр. 24. ISBN 978-86-7583-015-3.
- Ћирковић, Сима (1960). „Критике и прикази: Разматрања о деоном владању и деоним кнежевинама”. Istoriski glasnik. Društvo istoričara NR Srbije (1–2): 195—198. Архивирано из оригинала 2016-06-16. г.
- Ћирковић, Сима (1981). „Образовање српске државе”. Историја српског народа. 1. Београд: Српска књижевна задруга. стр. 141—155.
- Ћирковић, Сима (2004). Срби међу европским народима. Београд: Equilibrium.
- Ћоровић, Владимир (2001) [1997]. Istorija srpskog naroda (Internet изд.). Belgrade: Janus; Ars Libri.
- Fine, John Van Antwerp Jr. (1991) [1983]. The Early Medieval Balkans: A Critical Survey from the Sixth to the Late Twelfth Century. Ann Arbor, Michigan: University of Michigan Press. ISBN 0472081497.
- Heather, Peter (2010). Empires and Barbarians: The Fall of Rome and the Birth of Europe. Oxford University Press.
- САНУ (1995). Glas. 377–381. Srpska akademija nauka i umetnosti. стр. 37.
- САНУ (1934). Posebna izdanja. 103. Srpska akademija nauka i umetnosti. стр. 11.
- Istorisko-filološki oddel (1968). Godišen zbornik. 20–21. Skopje: Univerzitet "Kiril i Metodij". Filozofski fakultet. стр. 152.

### Викизворник
- Константин Порфирогенит, „De administrando imperio” („О управљању царством”) (глава 32)